# یواس‌اس هامرهد (اس‌اس ان-۶۶۳)
یواس‌اس هامرهد (اس‌اس ان-۶۶۳) (به انگلیسی: USS Hammerhead (SSN-663)) یک زیردریایی بود که طول آن ۲۹۲ فوت ۳ اینچ (۸۹٫۰۸ متر) بود. این زیردریایی در سال ۱۹۶۷ ساخته شد.